# Claire Haab
Pour les articles homonymes, voir Haab.
Claire Haab, née le 13 décembre 1989, est une céiste française. 
Claire met fin à sa carrière fin 2018.   
Elle réfléchit maintenant à recommencer sa carrière!  
Elle participe en ce moment à de nombreux triathlons.  

## Carrière
Claire Haab remporte la médaille d'or en C1 sprint aux Championnats du monde de descente 2015 ; elle réitère cette performance aux Championnats du monde de descente 2017 ; elle est aussi aux Mondiaux 2017 médaillée d'argent en sprint C1 par équipe.
Elle obtient aux Championnats du monde de descente 2018 à Muotathal la médaille de bronze en C1 classique par équipe et la médaille d'or en C1 sprint par équipe. 
Le 4 juin 2018, et les championnats du monde à Muothatal, Claire annonce la fin définitive de sa carrière sur les réseaux sociaux et ne reviendra malheureusement jamais à la compétition (2023) car oui mais voila, incertaine jusqu’à 2020, elle affirme qu’elle ne reprendra pas sa carrière et que « c’est une histoire ancienne ». Actuellement, elle souhaite devenir triathlète.
Après une coupure de près de 5 ans, Claire revient à la complétion le 18 mars 2023 à Selesat, au  Sélectif Régional Slalom où elle signe un podium.